# Disremembrance
"Disremembrance" er en dance pop-sang af den australske sangeren Dannii Minogue fra hendes tredje studiealbum Girl (1997). Sangen blev skrevet af David Green og Ian Masterson, og blev produceret af Flexifinger.
Sangen blev udgivet som albummets tredje single i første kvartal af 1998 og nåede nummer 21 i Storbritannien. Sangen snævert forpasset nå den Top 50 i Australien og nåede nummer 53 på ARIA Charts.

## Formater og sporliste
CD single 1
1. "Disremembrance" (Flexifinger's Radio Edit) – 4:05
2. "Disremembrance" (Trouser Enthusiasts' Brittlestar Requiem Mix) – 12:16
3. "Disremembrance" (D-Bop's Lost In Space Mix) – 8:06
4. "Disremembrance" (Sharp Rocket Remix) – 8:04
5. "Disremembrance" (Twice As Nyce Dub Mix) – 5:44

CD single 2
1. "Disremembrance" (Flexifinger's Radio Edit) – 4:05
2. "Disremembrance" (Flexifinger's Ext. "Orchestral" Mix) – 9:31
3. "Disremembrance" (Xenomania 12" Mix) – 7:42
4. "Disremembrance" (Xenomania "Breakbeat" Mix) – 7:42
5. "Disremembrance" (Flexifinger's 12" Pop Mix) – 6:26
6. "Disremembrance" (Music Video)

## Andre remixer
1. "Disremembrance" (Trouser Enthusiasts' Diesel Plus Plus Dub) – 9:59
2. "Disremembrance" (Trouser Enthusiasts' Radio Edit) – 4:43 (senere udgivet på albummets Deluxe Edition)
3. "Disremembrance" (Sharp Rocket Instrumental)
4. "Disremembrance" (Twice As Nyce 1:40 AM Mix) – 6:06 (senere udgivet på albummets Deluxe Edition)
5. "Disremembrance" (Xenomania Edit) – 4:25

## Hitlister
| Hitliste (1998)                    | Placering |
| ---------------------------------- | --------- |
| Australien (ARIA Charts)           | 53        |
| Europa (Eurochart Hot 100 Singles) | 96        |
| Storbritannien (UK Singles Chart)  | 21        |